# خاينوفكا
خاينوفكا (بالبيلاروسية: Гайнаўка، بالبودلاشيانية [الإنجليزية]: Hájnuvka، باليديشية: האַדזשנאָװקאַ) هي بلدة وبوفيات في شرق بولندا (محافظة بودلاسكي) يقطنها 21,442 نسمة (2014). كما إنها عاصمة مقاطعة خاينوفكا [الإنجليزية]. المدينة معروفة أيضاً بقربها من غابة بياوفيجا، وهي أكبر غابة بدائية في أوروبا. ويتدفق عبرها نهر ليشنا برافا [الإنجليزية]. كما تعد إحدى مراكز المذهب الأرثوذكسي ومركزاً بارزاً للثقافة البيلاروسية في بولندا. شكل البيلاروس 26.4% من سكان المدينة في 2002.
وهي واحدة من بين الغمينا الخمسة ثنائية اللغة (بولندية/بيلاروسية) في محافظة بودلاسكي المنظمة بموجب قانون 6 يناير 2005 للأقليات الوطنية والعرقية واللغات الإقليمية، التي تسمح لبعض الغمينا ذات الأقليات اللغوية البارزة باستخدام لغة ثانية مساعدة في السياقات الرسمية إلى جانب البولندية.

## تاريخها
تأسست خاينوفكا كقرية في وقت ما من القرن السادس عشر من بيت واحد لحارس غابة، بناه شخص يُدعى خاينو، والذي كان أحد الضباط الملكيين المسؤولين عن حماية غابة بياوفيجا. أصبحت الغابة بأكملها ملكية خاصة للبلاط الملكي في 1589، وبدأ عدد العاملين في الغابة المستقرين في المنطقة بالازدياد. ومع ذلك، حالت حماية الغابة (والتي يُرجح أنها كانت أول محمية غابات في العالم)[بحاجة لمصدر] دون تحقيق نمو اقتصادي في المنطقة، مما أدى إلى اقتصار القرية على عدد من الأكواخ الخشبية الواقعة في الطرف الغربي من الغابة. وقد تشاركت القرية معظم تاريخها مع مستوطنات مماثلة في المنطقة، بما في ذلك بياوفيجا [الإنجليزية] نفسها.
ضُمّت المنطقة إلى مملكة بروسيا والإمبراطورية الروسية في 1795 بعد التقسيم الثالث لبولندا (حيث كان الحد الفاصل بين القوتين المتنافستين، بروسيا وروسيا، يمر عبر أراضي البلدة الحالية). أُنشئت دوقية وارسو في 1807، لكن منطقة خاينوفكا (منطقة بياويستوك) انتقلت بالكامل إلى روسيا. بقيت خاينوفكا تحت السيطرة الروسية القيصرية بعد سقوط دوقية وارسو في 1815. ألغت السلطات القيصرية حماية الغابة، لكن المنطقة لم تشهد تطوراً ملحوظاً. ونتيجة لمشاركة معظم العاملين في الغابة في انتفاضة نوفمبر في 1831 ضد روسيا (500 من أصل 502 عامل)، أُلغيت مناصبهم ونُفيوا إلى سيبيريا، مما أثر على حماية الغابة، واختفت القرية فعلياً عن الوجود. أُعيدت الحماية في 1860، وأُعيد توطين القرية بمسؤولين روس. ثم أصبحت ملكاً للأسرة القيصرية في 1888.
رُبطت القرية بالعالم الخارجي بين عامي 1894 و1906 عبر خط سكة حديد يربط بين بيلسك بودلاسكي وسيدلس وفاوكافيسك. أصبحت خاينوفكا محطة نقل صغيرة، كما شُيد طريق يربط بين بياوفيجا وبيلسك بودلاسكي في 1900. استولت الإمبراطورية الألمانية على المنطقة خلال الحرب العالمية الأولى، في 1915. توقفت حماية الغابة، وبدأت السلطات الجديدة استغلالاً صناعياً واسع النطاق لموارد المنطقة الطبيعية. وبفضل موقعها المركزي، أصبحت خاينوفكا مقراً لمنشأتين لنشر الأخشاب، ومصنع لتقطير الكحول الخشبي، ومحطة قطارات رئيسية لشبكة من السكك الحديدية ذات العرض الضيق التي امتدت لمسافة 90 كم (56 ميلاً) عبر الغابة.

## روابط خارجية
- Picture satellite cities
- Satellite map of Białowieża Forest

## للاستزادة
- Wiśniewski, Tomasz (1992). Bóżnice białostocczyzny. Żydzi w Europie Wschodniej do roku 1939 (بالبولندية). Wyd. David. ISBN:8390032708.